# Linia 11 de tramvai din București
Tramvaiul 11 din București este o linie de tramvai a STB care începe din Cartier Giulești, situat în cartierul bucureștean din sectorul 6, și se termină la stația „Zețarilor”. Aceasta urmează traseul Calea Giulești - Șoseaua Orhideelor - Bulevardul Doina Cornea - Bulevardul Paul Teodorescu - Bulevardul Timișoara - Șoseaua Progresul - Calea Rahovei - Calea Ferentari - Prelungirea Ferentari.
Parcul circulant este format preponderent din tramvaie V3A-93, CA/CH-PPC și Astra Imperio Metropolitan. Depourile ce deservesc acest traseu sunt Alexandria, Militari și ocazional Giurgiului.
Datorită unei lungimi de aproximativ 13 km (pe un sens), 11 este unul din cele mai lungi trasee de tramvai din București.

## Traseu și stații

### Istoria traseului
Inițial a întors la ROMPRIM via Șoseaua Olteniței, însă după reorganizarea din anul 2017, aceasta a fost redirecționată pe Șoseaua Giurgiului - Strada Anghel Alexandru - Strada Zețarilor. Pe 25 mai 2021, linia 11 a fost suspendată din cauza lucrărilor de modernizare a căii de rulare de pe Bulevardul Doina Cornea și de pe Bulevardul Paul Teodorescu. Odată cu finalizarea proiectului, la data de 24 octombrie 2022 linia 11 a fost reînființata între terminalele "Cartier 16 Februarie" (numit acum Cartier Giulești) și "Zețarilor" pe un traseul modificat dinspre terminalul "Zețarilor" pe strada Prelungirea Ferentari, Calea Ferentari, Calea Rahovei, revenind pe traseul de bază, totodata suspendând linia 8.

### Schema traseului
|  |   |   |   | Nume Stație                                 | Artera                                              | Corespondențe                |
|  | - | - | - | ------------------------------------------- | --------------------------------------------------- | ---------------------------- |
|  | ↓ | O | ↑ | Cartier Giulești                            | Calea Giulești                                      | 44                           |
|  |   | o |   | Drumul la Roșu                              | Calea Giulești                                      | 44                           |
|  |   | o |   | Institutul Pasteur                          | Calea Giulești                                      | 44                           |
|  |   | o |   | Copșa Mică                                  | Calea Giulești                                      | 44                           |
|  |   | o |   | Piața Giulești                              | Calea Giulești                                      | 44                           |
|  |   | o |   | Godeni                                      | Calea Giulești                                      | 44                           |
|  |   | o |   | Bulevardul Constructorilor                  | Calea Giulești                                      | 44                           |
|  |   | o |   | George Vâlsan                               | Calea Giulești                                      | 44                           |
|  |   | o |   | Cimitirul Calvin                            | Calea Giulești                                      | 44                           |
|  |   | o |   | Opera Comică Pentru Copii                   | Calea Giulești                                      | 44                           |
|  |   | o |   | Spitalul Panait Sârbu                       | Calea Giulești                                      | 44                           |
|  |   | o |   | Calea Plevnei                               | Șoseaua Orhideelor                                  | 35                           |
|  |   | o |   | Pod Grozăvești                              | Bulevardul Doina Cornea                             | 1↓, 10↑, 35                  |
|  |   | o |   | Bulevardul Iuliu Maniu                      | Bulevardul Doina Cornea                             | 1↓, 10↑, 35                  |
|  |   | o |   | Bd. Timișoara↓/Bd. General Paul Teodorescu↑ | Bulevardul Paul Teodorescu↓ / Bulevardul Timișoara↑ | 1↓, 10↑, 25↑, 35↓, 47↑       |
|  |   | o |   | Piața Danny Huwe                            | Șoseaua Progresul                                   | 1↓, 10↑, 25, 47              |
|  |   | o |   | Cartier Panduri                             | Șoseaua Progresul                                   | 1↓, 10↑, 25, 47              |
|  |   | o |   | Calea 13 Septembrie                         | Șoseaua Progresul                                   | 1↓, 10↑, 25, 47              |
|  |   | o |   | INOX                                        | Șoseaua Progresul                                   | 1↓, 10↑, 25, 27, 47          |
|  |   | o |   | Șoseaua Progresul↓ / Calea Rahovei↑         | Calea Rahovei↓ / Șoseaua Progresului↑               | 10↑, 23↓, 25↑, 32↓, 27↑, 47↑ |
|  |   | o |   | Calea Ferentari                             | Calea Rahovei                                       | 23, 32                       |
|  |   | o |   | Șoseaua Sălaj                               | Calea Ferentari                                     | 23                           |
|  |   | o |   | Cibinului                                   | Calea Ferentari                                     | 23                           |
|  |   | o |   | Armistițiului                               | Calea Ferentari                                     | 23                           |
|  |   | o |   | Suliței                                     | Calea Ferentari                                     | 23                           |
|  |   | o |   | Piața Ferentari                             | Calea Ferentari                                     | 23                           |
|  |   | o |   | Vadul Nou                                   | Prelungirea Ferentari                               | 23                           |
|  |   | o |   | Vâltoarei                                   | Prelungirea Ferentari                               | 23                           |
|  | ↓ | O | ↑ | Zețarilor                                   | Prelungirea Ferentari                               | 19, 23                       |